# Stružani
Stružani su naselje u Brodsko-posavskoj županiji u sastavu općine Oprisavci.

## Zemljopis
Stružani se nalazi istočno od Oprisavci, susjedna naselja su Svilaj na jugu, Sredanci na sjeverozapadu, te Zoljani na jugoistoku.

## Stanovništvo
Prema popisu stanovništva iz 2011. godine Stružani su imali 169 stanovnika. 
| broj stanovnika | 158   | 174   | 144   | 181   | 207   | 201   | 194   | 189   | 202   | 188   | 225   | 204   | 179   | 181   | 176   | 169   | 111   |
|                 | 1857. | 1869. | 1880. | 1890. | 1900. | 1910. | 1921. | 1931. | 1948. | 1953. | 1961. | 1971. | 1981. | 1991. | 2001. | 2011. | 2021. |